# Mother's Day (1980)
Mother's Day  (br: Dia das Mães Macabro) é um filme de terror produzido nos Estados Unidos em 1980, dirigido por Charles Kaufman.

## Sinopse
Dois filhos cometem assassinatos e estupros em série para dar orgulho a Mãe sádica.